# ロケットマン (水木しげるの漫画)
『ロケットマン』は、水木しげるによる日本の漫画、また同作に登場するキャラクターの名前。貸本漫画であり、水木しげるの漫画デビュー作でもある。

## 概要
紙芝居作家だった水木しげるは、紙芝居業界の衰退を契機に貸本漫画家への転進を決意。1957年秋頃から2ヶ月程を費やし『ロケットマン』を描き上げ、表紙を加太こうじに描いてもらう。1958年2月25日に貸本向けの単行本として兎月書房より刊行され、漫画家デビューを果たす。ちなみに水木はデビュー前に、宮健児が途中まで描いた貸本漫画『赤電話』の完成に協力した事があり、著書によっては『赤電話』を処女作、『ロケットマン』をデビュー作、と分けて書かれているものもある。
『ロケットマン』はデビュー作にして「水木しげる」らしさが随所に見られる作品であり、後年の作品で使われる設定なども幾らか見られる。また、漫画評論家の梶井純は、無茶苦茶（肯定的な意味で）といってもいい展開の面白さは、多くの貸本漫画の処女作中で群を抜くと評価している。
本作は、中野書店が昭和55年12月に『怪獣ラバン』『怪奇猫娘』『地獄の水』『ロケットマン』を4冊一纏めで出した『水木しげる初期作品集』として500部限定で復刻された後、講談社より平成14年10月26日に『水木しげるオフィシャルBOX 世界妖怪遺産』の付録として再復刻され、更に平成22年11月29日に小学館クリエイティブより『ロケットマン 限定版BOX』（4200円。付録として『プラスチックボーイ』も復刊）として、初めて一般の刊行書としても復刻された。

## あらすじ
夜空に現れた「第二の月」を調査するため上津戸博士はロケットで出発するが、怒雷博士の陰謀によりロケットは墜落し、遺体を海に沈められてしまう。しかし、墜落前に宇宙で謎の生物と接触していた上津戸博士は「グラヤ」という怪物として復活を果たし、怒雷博士のロボット「ネオドライ」と対決する。さらに、謎のヒーロー「ロケットマン」も参戦し怒雷博士を追いつめる。

## 主な登場人物
上津戸新一（うえつとしんいち）
上津戸博士の息子。ひょうたんの研究をしている学生だが、父の失踪を切っ掛けに事件に関わるようになる。
上津戸博士（うえつとはかせ）
日本初のノーベル賞科学者。謎の生物に寄生され、怪物「グラヤ」に変形する。
怒雷博士（どらいはかせ）
世界征服を狙う科学者。ロボット「ネオドライ」を開発し、その威力で首相の座を奪う。
ロケットマン
物語終盤に突然出現。怒雷博士を圧倒し全てを解決し、新首相につく。

## 単行本
- 『ロケットマン 限定版BOX』（小学館クリエイティブ、2010年11月、ISBN 978-4-7780-3154-1）
- 『貸本漫画集(1) ロケットマン他』（講談社〈水木しげる漫画大全集〉、2013年9月、ISBN 978-4-06-377501-3）